# Julius Malema
Julius Sello Malema, né le 3 mars 1981 à Seshego, dans l'ancien bantoustan du Lebowa (situé dans l'actuelle province du Limpopo) est un homme politique sud-africain. Membre des pionniers du Congrès national africain (ANC) dès 1990, il devient président de la ligue de jeunesse du Congrès national africain (ANCYL) en 2008. Connu pour ses propos et ses discours appelant à la violence contre les Blancs sud-africains, il finit par s'aliéner les instances de l'ANC dont il est exclu en 2012. En 2013, il fonde son propre parti politique : les Combattants pour la liberté économique (Economic Freedom Fighters en anglais). Idéologiquement, le parti est populiste, d'extrême gauche, anticapitaliste, panafricaniste, nationaliste noir, antiblanc, antisioniste et antioccidentaliste. Le politologue Leiyo Singo estime que le parcours et l'idéologie de Julius Malema s'inscrivent dans une logique nationaliste. France Info qualifie Julius Malema « d'extrémiste ».
En 2010 et 2011, il est successivement condamné par la justice sud-africaine pour incitation à la haine, la première fois pour apologie du viol et la second fois pour avoir appelé à tuer les fermiers blancs.
En 2018, il est accusé de racisme par la Commission sud-africaine des droits humains (SHARC).
En 2023, sa chanson Kill the Boers (littéralement : « Tuez les Boers ») provoque un tollé et est décrite par des commentateurs politiques de droite comme une chanson raciste et un appel au génocide. Malema avait préalablement affirmé que les paroles de la chanson ne doivent pas être prises dans leur sens littéral... « pour l'instant » (« We will not slaughter whites... for now »).

## Origines
Fils d'une mère célibataire pedi, domestique vivant dans le township de Seshego au nord-ouest de Pietersburg, Julius Sello Malema, né le 3 mars 1981, adhère à l'âge de neuf ans aux Masupatsela, le mouvement des pionniers du Congrès national africain. Selon Malema, sa principale activité est alors de retirer les affiches électorales du Parti national.

## Carrière politique
À l'âge de quatorze ans, Julius Malema entre à la ligue de jeunesse du Congrès national africain (ANCYL) et reçoit une formation militaire. Parallèlement, ses résultats scolaires sont très mauvais et deviendront un sujet de polémiques quelques années plus tard.
En 1995, Malema est élu chef de la branche régionale de la ligue à Seshego et président régional. En 1997, il devient président provincial du Congress of South African Students (COSAS) avant d'en devenir, en 2001, le président national.
Président de l'ANCYL depuis avril 2008, comme le fut autrefois Nelson Mandela, il se fait rapidement remarquer durant la guerre de succession à la tête de l'ANC menée entre Thabo Mbeki, le président de la République  et chef de l'ANC en titre, et son adversaire, Jacob Zuma, ancien vice-président. Soutien inconditionnel de Jacob Zuma, Julius Malema affirme alors être « prêt à prendre les armes et à tuer » pour Zuma tandis que ses partisans traitaient Thabo Mbeki de « chien qu'il fallait tuer »,. Prenant la défense de Zuma quand celui-ci avait été inculpé pour viol, Malema avait notamment affirmé que la victime avait « passé du bon temps » ce qui lui vaudra d'être condamné à présenter des excuses publiques et à payer 50 000 rands (environ 5 000 euros) à un centre d'aide aux femmes battues.
Il multiplie les provocations, ne respectant ni la loi ni ses aînés (Desmond Tutu qu'il envoie à la retraite), ni ses adversaires politiques. Malema multiplie aussi les déclarations à connotations racistes. Ainsi il qualifie Helen Zille, chef de l'opposition libérale, de « raciste » et d'avoir une « tête d’espionne de l’apartheid » et les chefs du Congrès du peuple (Cope) d'être des « traîtres » à la solde des impérialistes.
Après avoir été mis en cause indirectement dans l'assassinat d'Eugène Terre'Blanche en avril 2010 pour avoir de nombreuses fois repris le chant anti-apartheid et anti-Boer Dubula ibhunu, il vante au Zimbabwe la politique de réforme agraire du président Robert Mugabe dont il partage la rhétorique du complot néocolonialiste. Durant une conférence de presse, il estime ainsi la politique agraire menée au Zimbabwe de « courageuse, correcte et réussie » et critique les leaders du Mouvement pour le changement démocratique, le parti d'opposition zimbabwéen, notamment pour le fait que plusieurs d'entre eux travaillent à Sandton, le quartier d'affaires huppé de Johannesbourg. Lorsque Jonah Fisher, un journaliste blanc de la BBC, lui a fait remarquer qu'il avait sa résidence à Sandton, Julius Malema s'en est pris au journaliste, le qualifiant de « bâtard » doté d’une « tendance de Blanc […] à attaquer les Noirs » avant de l’expulser sous les injures tels « Salaud, dehors, putain d'agent »,.
À la suite de ces derniers événements et estimant que les déclarations incendiaires de Malema participent à l'entretien des tensions raciales dans le pays, Jacob Zuma désavoue son jeune protégé déclarant que l’Ancyl avait adopté « un comportement et des propos complètement étrangers à la culture de l'ANC ». Prenant connaissance du discours de Zuma, Julius Malema se dit alors choqué par les commentaires publics du président à son égard, affirmant que Thabo Mbeki ne l'avait jamais traité de cette façon en public.

### L'affaire de la chansonshoot the Boers
En 2009, Malema réactive Dubul' ibhunu, un chant traditionnel de l'époque où l'ANC luttait contre l'apartheid et qui appelait à « tuer les Boers parce que ce sont des violeurs »,. Les Boers désignent en Afrique du Sud les fermiers blancs afrikaners. La réactivation de cette chanson, plus communément désigné comme le chant Kill the Boer, intervient dans un contexte où, selon Agri SA, deux fermiers sont tués chaque semaine en Afrique du Sud, un pays où cinquante personnes sont assassinées chaque jour et qui totalise 11 785 attaques et 4 044 meurtres de fermiers depuis 1991,,. Selon les partisans de Malema, parmi lesquels Winnie Mandela, ce chant est inoffensif, appartient à l'histoire du pays et ne vise personne en particulier mais le système de l'apartheid. Perçue comme une chanson raciste et appelant à la haine et au meurtre, la chanson Dubula ibhunu sera déclarée contraire à la Constitution par la justice sud-africaine en mars 2010 sans pour autant que Malema accepte le jugement. L'ANC annonce alors qu'elle fera appel de ce jugement.
Poursuivi devant un tribunal de Johannesbourg par l'organisation AfriForum et le syndicat des fermiers du Transvaal (TAU), Julius Malema est reconnu coupable d'incitation à la haine pour avoir repris dans ses meetings cette chanson de la lutte anti-apartheid et est condamné à payer une partie des frais de justice. Il accuse alors la Cour de « racisme » à son égard. Le 19 septembre 2011, le Congrès national africain annonce qu'il fait appel contre ce jugement interdisant le chant contesté
En 2022 la Haute Cour de Johannesbourg statue que le chant ne constitue pas un discours de haine ni d'incitation à la violence et le juge mentionne qu'il n'était pas lié par le jugement précédent de la Haute Cour du Sud Gauteng, car la Cour constitutionnelle avait jugé la section de l'Equality Act utilisée pour interdire le chant comme inconstitutionnelle en raison de l'ambiguïté de la section.

### Procédure disciplinaire au sein de l'ANC et expulsion du parti
Le 20 avril 2010, la secrétaire générale de l’ANC, Thandi Modise, annonce que Malema va faire l’objet d’une procédure disciplinaire. Il risque au pire l'exclusion du parti mais il est peu probable que cette sanction soit prononcée. En mai 2010, la commission disciplinaire de l'ANC condamne Malema à verser une amende et à s'excuser pour avoir notamment apporté son soutien à la politique de Robert Mugabe au Zimbabwe, sapant alors les efforts de médiation politique de Jacob Zuma.
Malema continue néanmoins à faire des déclarations polémiques et racialement diffamatoires, déclarant que les Blancs ont « volé nos terres », que ce « sont des criminels… il faut les traiter comme tels » ou remettant en cause la politique de Jacob Zuma, désormais son plus grand adversaire, et l'autorité de celui-ci sur le parti. Ainsi, après avoir défendu la politique d'expropriation des terres des Blancs du Zimbabwe, il propose de nationaliser les mines sud-africaines et exproprier sans indemnisation les fermiers blancs sud-africains. Il déclare qu'il faut « renverser le régime impérialiste » du Botswana, attribuant au président Ian Khama le qualificatif de « marionnette de l'Ouest » pour le fait d'abriter Africom, le commandement militaire américain opérationnel en Afrique et pour avoir affirmé que Julius Malema était un « garçon indiscipliné ». Contestant l’intervention de l’Otan en Libye, il qualifie les Américains d'« impérialistes assoiffés de sang ». Ces déclarations prennent alors place au sein d'un ensemble de discours des chefs de la Ligue des jeunes de l’ANC qui remettent en cause l'autorité de la direction de l'ANC et du gouvernement sud-africain ou qui prennent à partie des journalistes appartenant aux minorités visibles blanches et indiennes.
Selon une journaliste sud-africaine, Malema détient un fonds familial, le Ratanang Family Trust, enregistré au nom de son fils de cinq ans, et financé par des fonds secret provenant de commissions touchées illégalement sur des marchés publics octroyés par la province du Limpopo.
Il comparait pour insubordination devant la commission disciplinaire de l'ANC en août et septembre 2011, notamment pour « avoir porté atteinte à la réputation de l'ANC » et pour « avoir semé la division », il risque d'être suspendu, voire exclu du parti. Lors de son audition devant la commission disciplinaire, ses partisans s'en prennent à la police, blessent des journalistes et brûlent un drapeau de l’ANC et des t-shirts et portraits à l'effigie du président Jacob Zuma,.
Le 2 septembre 2011, la commission rejette tous les arguments de Julius Malema visant à obtenir l'abandon des charges retenues contre lui.
Le 10 septembre, à l'occasion du 67e anniversaire de la Ligue de jeunesse de l'ANC, Julius Malema s'en prend de nouveau à la minorité blanche lui promettant « la guerre », de « marcher sur la bourse de Johannesburg » et traite les fermiers blancs de « criminels » qui ont volé la terre [celle des populations noires d'Afrique du Sud].[réf. nécessaire]
Le 10 novembre 2011, la commission de discipline du parti rend sa décision et suspend Julius Malema pour cinq ans pour avoir semé la division au sein de l'ANC, défié ses dirigeants nationaux et porté atteinte à l'image du parti. La Commission ne retient cependant pas contre lui la charge d'incitation à la haine raciale. Il est exclu du mouvement de jeunesse de l'ANC le 29 février 2012,. En revanche, il n'a pas été reconnu coupable par la commission de propager « racisme et intolérance politique » et ce malgré ses propos racistes antiblanc répétés.
Début mars 2018, il déclare vouloir faire tomber le maire de Port Elizabeth parce qu'il est « un homme blanc ». « On coupe les têtes de la blancheur » estime-t-il.

### Enrichissement personnel
Julius Malema a été accusé d'enrichissement personnel et mis en cause dans une affaire portant sur le détournement de millions de fonds publics ; il a fait l'objet d'une enquête policière mais nie ces accusations.

### Combattants pour la liberté économique
À la suite de son exclusion de l'ANC en 2012, il fonde un nouveau parti qui se revendique anticapitaliste et panafricaniste, les Combattants pour la liberté économique, dont le programme comprend l'expropriation des terres et la nationalisation des mines sans compensation. Aux élections générales sud-africaines de 2014, EFF obtient 6,4 % des voix et devient le troisième parti du pays.
En avril 2016, dans une interview accordée à Al Jazeera, Julius Malema annonce qu'il n’excluait pas d’avoir recours à la violence pour renverser le gouvernement, ce qui amène l'ANC à porter plainte contre lui pour trahison. Ces déclarations interviennent dans un contexte politique tendu marqué par des demandes récurrentes de l'opposition visant à obtenir la démission ou la déchéance du président Zuma, ce dernier ayant été déclaré coupable par la justice d’avoir violé la Constitution en refusant de rembourser partiellement les millions de rands d’argent public utilisés pour rénover sa résidence privée,.
Malema soutient avec ferveur l'invasion de l'Ukraine par la Russie. Il y voit une « lutte anti-impérialiste » de la Russie contre l'OTAN en adéquation avec l’idéologie de l'EFF. Il souhaite pouvoir envoyer des armes afin d'aider la Russie.
Dans le but de vaincre l'ANC, au pouvoir sans interruption depuis 1994, il soutient la création d'une coalition englobant tous les partis d'opposition, notamment l'Alliance démocratique (DA), parti de centre droit libéral. Celle-ci a annoncé une coalition avec six petits partis, sans l'EFF, en vue des élections de 2024. « Si le DA nous avait invités, nous serions montés à bord » de ce train, a assuré Julius Malema. « Mais nous ne pouvons pas nous imposer (...) S'ils ne veulent pas de nous, nous travaillerons avec ceux qui veulent travailler avec nous ».